# Sarcophyton portentosum
Sarcophyton portentosum is een zachte koraalsoort uit de familie Alcyoniidae. De koraalsoort komt uit het geslacht Sarcophyton. Sarcophyton portentosum werd in 1970 voor het eerst wetenschappelijk beschreven door Tixier-Durivault. 